# إدوارد بالانتين
إدوارد بالانتين (بالإنجليزية: Edward Ballantine)‏ هو ملحن أمريكي، ولد في 6 أغسطس 1886، وتوفي في 2 يوليو 1971.

## وصلات خارجية
- إدوارد بالانتين على موقع ميوزك برينز (الإنجليزية)